# Bartoušov
Bartoušov település Csehországban, a Havlíčkův Brod-i járásban. Bartoušov Vysoká, Šlapanov, Pohled, Havlíčkův Brod és Dlouhá Ves településekkel határos. Lakosainak száma 196 fő (2024. január 1.).

## Népesség
A település lakosságának változását az alábbi diagram mutatja:
| Lakosok száma | 266  | 277  | 264  | 248  | 183  | 175  | 152  | 156  | 155  | 196  |
|               | 1869 | 1900 | 1921 | 1961 | 1980 | 2011 | 2016 | 2019 | 2021 | 2024 |